# Pnětluky (Podsedice)
Pnětluky jsou malá vesnice, část obce Podsedice v okrese Litoměřice. Nachází se na jjv. svazích Českého středohoří, pod vrchem Plešivec (477 m), asi 2,5 km na sever od Podsedic. V roce 2009 zde bylo evidováno 38 adres. V roce 2011 zde trvale žilo 59 obyvatel. Pnětluky leží v katastrálním území Pnětluky u Podsedic o rozloze 1,04 km².

## Historie
První písemná zmínka o Pnětlukách pochází z roku 1376, kdy vesnice patřila Buškovi z Frýdlantu.

## Obyvatelstvo
|                                                                    | 1869 | 1880 | 1890 | 1900 | 1910 | 1921 | 1930 | 1950 | 1961 | 1970 | 1980 | 1991 | 2001 | 2011 |
| ------------------------------------------------------------------ | ---- | ---- | ---- | ---- | ---- | ---- | ---- | ---- | ---- | ---- | ---- | ---- | ---- | ---- |
| Obyvatelé                                                          | 256  | 255  | 254  | 238  | 245  | 206  | 191  | 140  | 165  | 144  | 83   | 64   | 56   | 59   |
| Domy                                                               | 53   | 53   | 56   | 54   | 50   | 51   | 49   | 48   | .    | 31   | 25   | 36   | 39   | 39   |
| Počet domů z roku 1961 je zahrnut v domech místní části Podsedice. |      |      |      |      |      |      |      |      |      |      |      |      |      |      |

## Pamětihodnosti
- Pnětlucký zámek stojí na jižním okraji vesnice. Postaven byl na místě starší tvrze v první polovině osmnáctého století, kdy panství patřilo Vratislavům z Mitrovic.[5]
- Na návsi se nachází barokní dvoustranný sloup se sousoším svatého Vavřince a svatého Floriána.[8]
- Pnětlucký dub, památný strom (dub letní) ve vsi u zámku